# 每週輪替的奇蹟神話
《每週輪替的奇蹟神話》（日语：週替わりの奇跡の神話）是日本前衛搖滾樂團筋肉少女帶的第20張單曲。2016年4月20日由德間日本傳播發行。

## 解說
《每週輪替的奇蹟神話》是筋肉少女帶自從上一張單曲《混合的危險》以來，相隔9個月發行的最新單曲。販售形式有初回限定盤和通常版共兩種，初回限定盤有附贈遊戲包裝盒形式的特典DVD，內容收錄了2015年12月23日在會場LIQUIDROOM演唱的歌曲，總計有11首。至於CD的限定盤和通常盤版所收錄的內容都相同。
另外與《混合的危險》一樣，2016年4月至6月繼續在TOKYO MX等UHF系首播的電視動畫《潮與虎》當作第3季片頭主題曲使用。
《潮與虎》電視動畫第3季播出之後，初回限定盤和通常版的封面插圖與上一張單曲《混合的危險》一樣，由同名漫畫的原作者藤田和日郎親筆繪製。而“週替”是每週有動畫播出日子的意思。

## 收錄歌曲
所有歌曲都由筋肉少女帶編曲。
1. 每週輪替的奇蹟神話（週替わりの奇跡の神話） (3:43)
  - 作詞：大槻賢二（日语：大槻ケンヂ），作曲：橘高文彥（日语：橘高文彦）
  - TOKYO MX等UHF電視動畫《潮與虎》第3季片頭主題曲
2. 混合的危險（'15 Live Version）（（'15 Live Version）） (4:22)
  - 作詞：大槻賢二，作曲：本城聰章
3. 日本印度化計劃（'15 Live Version）（（'15 Live Version）） (3:55)
  - 作詞、作曲：大槻賢二
4. 每週的奇蹟神話 ～TV Mix Version～ (1:33)
5. 每週的奇蹟神話 ～TV Mix Version～ （Original Karaoke） (1:33)
6. 每週的奇蹟神話（Instrumental） (3:42)

＊Track-2,3,：來自2015年12月23日 LIQUIDROOM 公演收錄。

### 初回限定盤DVD
來自2015年12月23日 LIQUIDROOM 公演收錄。
1. 孤島鬼
2. 踊る人間
3. 新人
4. 冬風鈴
5. 北極星二人 ～田～
6. 梅
7. 日本米

## 演奏者
- 大槻賢二（日语：大槻ケンヂ）－主唱
- 橘高文彥（日语：橘高文彦）－吉他、合音
- 本城聰章－吉他、合音
- 內田雄一郎（日语：内田雄一郎）－貝斯、合音
- 長谷川浩二（日语：長谷川浩二）－鼓手（支援）
- 三柴理（日语：三柴理）－鍵盤手、FA-06（支援）
- 扇愛奈（日语：扇愛奈）（Foo-Shah-Zoo）－特別合音（Track-1）